# Kucębów
Kucębów is een plaats in het Poolse district  Skarżyski, woiwodschap Święty Krzyż. De plaats maakt deel uit van de gemeente Bliżyn en telt 380 inwoners.